# پردیس (فیلم ۱۹۲۶)
پردیس (انگلیسی: Paradise) یک فیلم عاشقانه آمریکایی است که در سال ۱۹۲۶ منتشر شد.